# Augny
Augny – miejscowość i gmina we Francji, w regionie Grand Est, w departamencie Mozela.
Według danych na rok 1990 gminę zamieszkiwało 1576 osób, a gęstość zaludnienia wynosiła 105 osób/km² (wśród 2335 gmin Lotaryngii Augny plasuje się na 263. miejscu pod względem liczby ludności, natomiast pod względem powierzchni na miejscu 340.).